# Politični spekter
Politični spekter je način za modeliranje različnih političnih položajev, ki se jih postavi na eno ali več geometrijskih osi in simbolizira neodvisne politične razsežnosti.
Večina uveljavljenih spektrov vključuje desno in levo politiko, kar izvira iz sedežnega reda v 18. stoletju v francoskem parlamentu. Glede na najpreprostejšo levo-desno os, se običajno na mednarodni ravni komunizem in socializem uvrščata na levo stran, nasproti fašizma in konservatizma na desni. Liberalizem lahko pomeni različne stvari v različnih kontekstih, bodisi na levi, bodisi na desni strani.
Vendar raziskovalci pogosto omenjajo, da levo-desna os ni dovolj za opis obstoječih razlik v političnih prepričanjih, in zato pogosto vključujejo tudi druge osi. Besede za opisovanje nasprotnih položajev se med spektri razlikujejo, najpogosteje so v dvoosnih spektrih osi razdeljene na kulturna in gospodarska vprašanja, kjer vsaka sega od neke oblike individualizma (ali vlada za svobodo posameznika) do neke oblike komunitarizma (ali vlada za blaginjo skupnosti). V zvezi s tem se tradicionalna levica pogosto šteje kot individualistična (ali libertarna) pri socialnih/kulturnih vprašanjih in kolektivna (ali populistična) pri gospodarskih vprašanjih, medtem ko se desnica pogosto šteje kot kolektivna (ali populistična) na področju socialnih/kulturnih vprašanj ter individualistična (ali libertarna) pri gospodarskih vprašanjih.

## Zgodovinski izvor termina
Izraza desnica in levica se nanašata na politične pripadnosti, ki so nastale v začetku obdobja francoske revolucije leta 1789-1796, sprva kot sedežni red v različnih zakonodajnih telesih v Franciji. Plemstvo je sedelo na desni strani predstavnika (tradicionalni častni sedeži), podložniki na levi strani, zato sta nastala izraza politična desnica ter politična levica.
Prvotno opredeljena točka na ideološkem spekteru je bil antični režim ("stari red"). "Desnica" je torej pomenila podporo za aristokratske ali kraljevske interese in cerkev, medtem ko je "levica" dajala implicitno podporo za republikanizem, sekularizem in za državljanske svoboščine. Ker je bila volilna pravica na začeteku revolucije relativno ozka, je originalna "levica" predstavljala predvsem interese buržoazije, naraščajočega kapitalističnega razreda. Če je tistem času podpora za laissez-faire kapitalizem in prosti trg prihajala iz leve strani, danes v večini zahodnih držav ta stališča prihajajo iz desne.
Ker se je volilna pravica razširila v naslednjih nekaj letih, je postalo jasno, da je na levi strani nekaj bolj levega od originalne "levice": torej znanilci socializma in komunizma, ki se zavzemajo za interese delavcev in kmetov.

## Akademske raziskave
Že celo stoletje  družboslovci obravnavajo problem, kako najbolje opisati politične spremembe; vzorec njihovih rezultatov je naveden spodaj.

### Zgodnje raziskave
Leta 1950 je Leonard W. Ferguson izvedel analizo političnih vrednot in s tem lestvice za merjenje odnosa do:
- nadzora rojstev
- smrtne kazni
- cenzure
- komunizma
- evolucije
- zakona
- patriotizma
- teizma
- tretma kriminalcev
- vojn

Iz priloženih rezultatov faktorske analize mu je uspelo identificirati tri dejavnike, ki jih je imenoval kot religionizem, humanizem in nacionalizem .
Leonard Ferguson je opredelil religionizem kot verovanje v Boga in negativen odnos do evolucije in nadzoru rojstev, kot humaninizem, ki je nasprotoval krutemu tretmaju kriminalcev, smrtni kazni in vojnam, in kot nacionalizem, ki podpira cenzuro, pravo, patriotizem in komunizem.
Ta sistem izhaja empirično, raje kot oblikovanje političnega modela na povsem teoretičnih osnovah in testiranju, zato je Ferguson deloval raziskovalno. Čeprav je replikacijski faktor nacionalizem bil neskladen z ostalimi ugotovitvami, so se ugotovitve religionizma in humanitarnosti bolj skladale s Fergusonom in njegovimi somišljeniki.

### Eysenckove raziskave
Kmalu zatem je Hans Eysenck začel raziskovanje političnih stališč v Združenem kraljestvu. Verjel je, da je nekaj podobnosti eksistencialno med nacionalsocialisti ali nacisti na eni strani in komunisti na drugi kljub nasprotnim stališčem na levo-desni osi.
Hans Eysenck opisal v knjigi 1956 Sense and Nonsense in Psihology,  sestavil seznam političnih izjav, ki jih je našel v časopisih in političnih dokumentih in posnetkih, ter ocenil svoje strinjanje ali nestrinjanje z njimi.
Medtem, ko je priložil vprašalnik na isti osnovi kot faktorska analiza, ki jo je uporabljal Ferguson, je Eysenck uporabil dva dejavnika, ki ju je poimenoval "radikalizem" (R-faktor) in "zmernost" (T-faktor).
Eysenckov R-faktor se je bolj ujemal s klasičnimi "levo-desnimi" razsežnosti, za razliko od T-faktorja, ki se je s tem manj ujemal; visoko se je ujemal tudi s pacifizmom, rasno enakostjo, veroukom, in omejitvam pri splavu, medtem ko se je nizko ujemal z militarizmom, visokim kaznim, lažji razvezi zakona in platonski poroki.
Kljub razliki v metodologiji, lokaciji in teoriji, so rezultati doseženi z Eysenckom in Fergusonom enaki ali podobni; preprosto se zavrti oba Eysenckova dejavnika za 45 stopinj in dejavnik postane isti kot dejavnik religionizma in humanizma, ki jih je imel Ferguson v Ameriki.
Hans J. Eysenck je bil glasen nasprotnik tega, kar on dojema kot avtoritarna zloraba levice in desnice in je verjel, da je na podlagi osi T našel povezavo med nacizmom in komunizmom: glede na ugotovitve raziskav Eysencka, so člani obeh ideologij imeli samovoljno mišljenje. Osrednja teza Eysencka je bila trditev, da so bile odprto misleče ideologije demokratične in prijazne do človeške svobode, medtem ko so bile samovoljno misleče ideologije agresivne in avtoritarne.
Čeprav je bil dolgoletni nasprotnik nacizma in je zapustil nacistično Nemčijo in se preselil v Veliko Britanijo, Eysenck ni bil zadržan tudi v napadu do komunizma ob ugotovitvi antisemitskih dejanj Ruske komunistične vlade, razkošen način življenja voditeljev v ZSSR kljub temu, da so se borili za enakost in revščino svojih ljudi, in Orwellovega "domišljavca" iz Vzhodne Nemčije, ki jo je poimenoval kot nemško demokratično republiko, čeprav je bil predstavnik "enega od najbolj nedemokratičnih režimov v današnjem svetu." Zato je izvajal študije o nacizmu in komunističnih skupinah, iskal člane obeh skupin, ki se bile bolj prevladujoči in bolj agresivni, kot tisti iz zmernih skupin.
V tistem času so bili Hans J. Eysenckovi koncepti "samovoljne miselnosti" kritizirane iz več razlogov:
- Prvič, praktično ni bilo ugotovljeno, da bi se koncepti delili le na samovoljne/odprte razsežnosti.
- Drugič, njegova razlaga s samovoljno mislečimi "avtoritarnimi" koncepti v primerjavi z odprto mislečimi "demokratičnimi" koncepti, ni bila v skladu s frankfurtskim šolskim enoosnim modelom, kjer je bila avtoritarnost zasnovana kot temeljna manifestacija konzervativnosti in so zato številni raziskovalci postavili pod vprašaj idejo o "levičarski avtoritarnosti."[8]
- Tretjič, teorija, kjer je Eysenck razvil razložitev posameznih variacij v opazovanih dimenzijah, se nanaša v glavnem na ekstravertnost in psihotizem in je zato pripeljala do dvoumnih rezultatov raziskav.[9]
- Nazadnje, Eysenckova ugotovitev, da so nacisti in komunisti bolj samovoljno misleči kot člani zmernih političnih gibanj je bila tarča kritik zaradi tehničnih razlogov, ki jih je podal Milton Rokeach.[10]

Kljub težavam modela Hans J. Eysencka so bile njegove dimenzije R in T najdene v faktor analizah v Nemčiji, na Švedskem, v Franciji, in na Japonskem.
Zanimiv rezultat Eysencka v svojem delu leta 1956 je bil, da je v Združenih državah in Združenem kraljestvu večina političnih variant zajetih z levo/desno osjo, medtem ko je bila v Franciji T-os večja, je na Bližnjem vzhodu mogoče najti le T-os med dimenzijami: "med srednje-vzhodnimi Arabci, je bilo ugotovljeno, da medtem ko je samovoljno misleča/odprto misleča dimenzija še vedno jasno izražena v odnosih, ki so opaženi med različnimi pristopi in zato tam ni ničesar, kar ustreza radikalno-konzervativnemu. kontinumu."

### Rokeachove raziskave
Če niste zadovoljni z delom Hans J. Eysencka, je tudi Milton Rokeach razvil svoj dvoosni model politične vrednote v letu 1973, kar utemeljuje na idejah svobode in enakosti, kot je opisal v svoji knjigi The Nature of Human Values.
Milton Rokeach je trdil, da je temeljna razlika med levico in desnico v tem, da na levi poudarjajo večjin pomen enakosti kot na desni. Kljub kritikam nad Eysenckovo teorijo o "samovoljno mislečih", je tudi Rokeach navedel domnevno osnovno podobnost med komunizmom in nacizmom, ker je trdil, da te skupine nimajo iste vrednosti svobode kot zelo bolj običajni socialni demokrati, demokratični socialisti in kapitalisti, zato je napisal, da  "model dveh vrednosti bolje predstavlja hipotezo, ki bolj spominja na Eysencka."
Za preizkus tega modela so Milton Rokeach in njegovi kolegi uporabljali vsebinsko analizo na delih, ki ponazarja primer nacizma (ki ga je napisal Adolf Hitler), komunizma (ki ga je napisal VI Lenin), kapitalizma (od Barry Goldwaterja) in socializma (ki so ga napisali različni socialistični avtorji).
Številni ocenjevalci so pogosto navedli različne frekvence vsebovanj, ki so vsebovali sinonime za številne vrednosti, ki jih je Rokeach nevedel, vključno s svobodo in enakostjo, zato je Rokeach analizirali te rezultate, ter jih primerjal z relativno frekvenčno lestvico teh vrednosti za vsakega od štirih besedil:
V odlomkih iz ...
- Socialistov (socializem) - Svoboda uvrščena na 1 mesto, enakost uvrščena na 2 mesto
- Hitlerja (nacizem) - Svoboda uvrščena na 16 mesto, enakost uvrščena na 17 mesto
- Goldwaterja (kapitalizem) - Svoboda uvrščena na 1 mesto, enakost uvrščena na 16 mesto
- Lenina (komunizem) - Svoboda uvrščena na 17 mesto, enakost uvrščena na 1 mesto

Kasneje študije, v katerih so bile predstavljene ameriške ideologije, in ameriški predsedniški nastopniški govori so bili skladni s tem modelom.